# انتخابات مجلس ایران (۱۳۳۲)
انتخابات پارلمانی ایران در سال ۱۳۳۲ برگزار شد. شرکت در این انتخابات برای همه احزاب سیاسی ممنوع شد و همه ۱۳۶ کرسی مجلس به نمایندگان مستقل رسید.